# Faichuk
Faichuk è un gruppo di isole dell'oceano Pacifico. Amministrativamente è uno dei cinque distretti dello stato di Chuuk, uno degli Stati Federati di Micronesia. Contano 13 982 abitanti (2008).
In base alla costituzione di Chuuk, le isole sono divise nelle seguenti municipalità:
1. Eot (407 ab./2008)
2. Fanapanges (784 ab./2008)
3. Paata (2.103 ab./2008)
4. Polle (2.662 ab./2008)
5. Ramanum (1.491 ab./2008)
6. Tol (5.495 ab./2008)
7. Udot (2.008 ab./2008)
8. Wonei (1.073 ab./2008)